# Episodi di My Own Worst Enemy
La prima stagione di My Own Worst Enemy è stata trasmessa negli Stati Uniti dal 13 ottobre al 15 dicembre 2008 su NBC.
In chiaro, la prima stagione è stata trasmessa dal 10 dicembre 2009 su Joi e dal 4 maggio 2010 su Italia 1.
| nº | Titolo originale                                      | Titolo italiano      | Prima TV USA     | Prima TV Italia  |
| -- | ----------------------------------------------------- | -------------------- | ---------------- | ---------------- |
| 1  | Breakdown                                             | Doppia identità      | 13 ottobre 2008  | 10 dicembre 2009 |
| 2  | The Hummingbird                                       | Il prigioniero       | 20 ottobre 2008  | 17 dicembre 2009 |
| 3  | Hello, Henry                                          | Il cosacco           | 27 ottobre 2008  | 24 dicembre 2009 |
| 4  | That Is Not My Son                                    | Rischio terminazione | 10 novembre 2008 | 7 gennaio 2010   |
| 5  | The Night Train to Moscow                             | Treno per Mosca      | 17 novembre 2008 | 14 gennaio 2010  |
| 6  | High Crimes and Turducken                             | Il Falcon            | 24 novembre 2008 | 21 gennaio 2010  |
| 7  | Down Rio Way                                          | L'ora della vendetta | 1º dicembre 2008 | 28 gennaio 2010  |
| 8  | Love In All the Wrong Places                          | Missione segreta     | 8 dicembre 2008  | 4 febbraio 2010  |
| 9  | Henry and the Terrible, Horrible No Good Very Bad Day | Stretta finale       | 15 dicembre 2008 | 11 febbraio 2010 |